# Niðavellir
Niðavellir (niðr - "tramonto" + vellir - "campi" = "I campi del tramonto" in Lingua norrena), anche chiamato Myrkheimr (myrkr - "oscurità" + heimr - "casa" = "Terra dell'Oscurità"), è il regno dei nani nella mitologia norrena.

## Etimologia
Niðavellir, letteralmente «pianure, campi della luna nuova».
La parola nið in norreno sta per «luna nuova», come nel verso «luna piena e luna nuova | crearono gli dèi propizi | per segnare agli uomini il tempo» [ný ok nið | skópo nýt regin | öldom at ártali] (Discorso di Vafþrúðnir [25]). Si noti che Nýi e Níði sono anche i nomi di due nani, allitterati nella formula «Nýi ok Níði», che nel complesso significa «luna piena e luna nuova» (Profezia della Veggente [11] |  L'inganno di Gylfi [14: xvii]).
Vellir è plurale di völlr «pianura, campo».
L'espressione Niðavellir può essere dunque interpretato come «pianure oscure», forse perché sotterranee. O forse perché, essendo rivolte a nord, si trovano in direzione opposta alla luce del sole.

## Letteratura
Delle distese di Niðavellir si fa riferimento in un'unica fonte, la Profezia della Veggente. Qui, nell'ambito di una serie di strofe dedicate a una vivida e lugubre descrizione delle regioni infere, compare questa semistrofa:
Stóð fyr norðan á Niðavöllum salr ór golli Sindra ættar..
Sta verso nord nelle Niðavellir la corte d'oro della stirpe di Sindri ...
Edda poetica > Profezia della Veggente [37]
Snorri effettua una riscrittura in prosa di questo passo, ma localizza questo mitico luogo nel futuro escatologico dopo il ragnarök:
Sá er ok góðr salr er stendr á Niðafjöllum, görr af rauðu gulli, sá heitir Sindri. Í þessum sölum skulu byggja góðir menn ok siðlátir. Sarà un buon luogo quello che si trova nei Níðafjöll, fatto con oro rosso e che si chiama Sindri. In quella dimora vivranno gli uomini buoni e i giusti.
Snorri Sturluson: Edda in prosa > L'inganno di Gylfi [52]
Snorri mostra tuttavia di confondere le Níðavellir con i Níðafjöll, che costituiscono la regione infernale da cui emerge il serpente Níðhöggr alla fine del poema (Profezia della Veggente [66]). Inoltre fraintende il nome della dimora con quello del nano, Sindri, la cui stirpe - secondo la Profezia - dimorava appunto nelle Níðavellir.

## Gioco da tavola: Nidavellir - Thingvellir Di Serge Laget. Editore supernova.
- Età: 10
- Durata: 45
- Giocatori: 2-5

Il regno dei Nani è minacciato dal drago Fafnir! Prendi il ruolo di un venerabile Elvarand, il reclutatore scelto dal Re in persona, e recati nelle taverne del regno per assoldare i nani più abili e gli eroi più prestigiosi, in modo da creare il battaglione migliore e sconfiggere una volta per tutte il tuo mortale nemico.
Nidavellir è un gioco di aste nascoste in cui dovrai fare la tua offerta migliore per aggiudicarti i servizi dei nani in taverna. Chi offre di più, sceglie per primo! Ogni nano ha una classe (fabbro, cacciatore, guerriero, esploratore e minatore) e fornisce punti vittoria in modo diverso. Un reclutamento meticoloso ti permetterà di reclutare anche dei potenti Eroi nella tua armata.
Nidavellir sfrutta inoltre un innovativo sistema di “coin building”, che ti permette di “sommare” le monete che non usi per le offerte, per ottenerne di più forti.
Nidavellir è un gioco da tavolo gestionale edito da Studio Supernova
Se ti piacciono i giochi di aste nascoste e il creare combinazioni con le carte, ma vuoi un gioco leggero e di bell’aspetto, che possa piacere ai neofiti come ai giocatori più esperti.